# 자메이카 킨케이드
자메이카 킨케이드(Jamaica Kincaid, /kɪnˈkeɪd/; 1949년 5월 25일 일레인 신시아 포터 리처드슨 출생)는 앤티가 바부다계 미국인 소설가, 수필가, 정원사, 정원 가꾸기 글쓰기 작가이다. 앤티가 바부다의 수도인 세인트존스에서 태어났으며, 현재는 노스 베닝턴에 거주하며 하버드 대학교 아프리카 및 아프리카계 미국인 연구 명예 교수이다.

## 전기
킨케이드는 1949년 5월 25일 앤티가 섬의 세인트존스에서 태어났다. 그녀는 글을 읽을 줄 아는 교양 있는 주부인 어머니와 목수인 의붓아버지 밑에서 비교적 가난하게 자랐다. 킨케이드가 아홉 살 때부터 세 명의 남동생이 연달아 태어나기 전까지는 어머니와 매우 가까웠다. 남동생들이 태어난 후에는 어머니가 주로 남동생들의 필요에 집중했기 때문에 어머니를 원망하게 되었다. 킨케이드는 나중에 회상하기를,
우리 집 돈은 여전했지만 먹여 살리고 입힐 사람이 많아져 모든 것이 줄어들었다. 물질적인 것뿐만 아니라 감정적인 것도 그랬다. 좋은 감정적인 것들에서도 나는 손해를 보았다. 하지만 그 대신 잔인함과 무시 같은 내가 갖지 못했던 것들을 더 많이 얻었다.
뉴욕 타임스와의 인터뷰에서 킨케이드는 또한 "내가 작가가 된 방식은 어머니가 내 삶을 나를 위해 쓰고 나에게 말해준 것이었다"고 말했다.
앤티가 바부다는 1981년까지 영국으로부터 독립하지 못했기 때문에, 킨케이드는 자라면서 영국식 교육을 받았고 자주 뛰어난 성적을 보였다. 비록 그녀는 똑똑하고 자주 학급에서 최고 성적을 받았지만, 킨케이드의 어머니는 그녀의 세 번째이자 마지막 남동생이 태어났을 때 가족을 부양하기 위해 킨케이드를 16세에 학교에서 그만두게 했다. 의붓아버지가 아파서 더 이상 가족을 부양할 수 없었기 때문이었다. 1966년, 킨케이드가 17세였을 때, 어머니는 그녀를 뉴욕시의 부유한 교외 지역인 스카스데일로 보내 오페어로 일하게 했다. 이 이사 이후, 킨케이드는 집으로 돈을 보내는 것을 거부했다; "그녀는 전달 주소를 남기지 않았고 20년 후에 앤티가로 돌아올 때까지 가족과 연락이 끊겼다".

### 가족
1979년, 킨케이드는 작곡가이자 베닝턴 대학교 교수인 앨런 숀과 결혼했다. 앨런 숀은 오랜 기간 더 뉴요커 편집자였던 윌리엄 숀의 아들이자 배우 월리스 숀의 형제이다. 부부는 2002년에 이혼했다. 그들은 두 자녀를 두었다: 노스이스턴 대학교를 졸업하고 레벨사운즈를 설립한 음악 프로듀서/작곡가인 아들 해럴드, 그리고 하버드를 졸업하고 현재 마케팅 분야에서 일하는 딸 애니이다. 킨케이드는 공식 레벨사운즈 팬클럽 회장이다.
킨케이드는 이 주제에 대해 광범위하게 글을 쓴 열정적인 정원사이다.
그녀는 2005년에 유대교로 유대교를 받아들였다.

### 경력 개요
오페어으로 일하는 동안 킨케이드는 지역 대학의 야간 수업에 등록했다. 3년 후, 그녀는 전액 장학금을 받고 뉴햄프셔주의 프랑코니아 칼리지에 다니기 위해 직장을 그만두었다. 그녀는 1년 후 중퇴하고 뉴욕으로 돌아왔고, 그곳에서 십대 소녀 잡지 『잉게누』, 『빌리지 보이스』, 『미즈』 잡지에 글을 쓰기 시작했다. 그녀는 1973년 첫 글이 출판되면서 이름을 자메이카 킨케이드로 바꿨다. 그녀는 이 이름 변경을 "[자신이] 그 일을 할 수 없었던 사람—그 모든 짐을 지고 있던 사람—과 동일한 사람이 아니면서 그 일을 할 수 있는 방법"이라고 설명했다. 킨케이드는 "자메이카"는 콜럼버스가 그녀가 온 세상의 일부인 "자이마카"라고 불렀던 것의 영어식 변형이며, "킨케이드"는 "자메이카"와 잘 어울리는 것처럼 보였다고 설명했다. 그녀의 단편 소설은 파리 리뷰와 『더 뉴요커』에 실렸으며, 그녀의 1990년 소설 『루시』는 원래 『더 뉴요커』에 연재되었다.
킨케이드의 작품은 주로 자신의 삶을 바탕으로 하고 있으며 그녀의 어조가 종종 화가 나 있는 것으로 인식되기 때문에, 그 내용에 대해 찬사와 비판을 모두 받아왔다. 킨케이드는 많은 작가들이 개인적인 경험을 바탕으로 글을 쓰므로, 그녀의 글을 자전적이고 화가 난 것으로 묘사하는 것은 타당한 비판이 아니라고 반박한다.
킨케이드는 2019년 사이먼즈 록의 바드 칼리지 50회 졸업식 연설자였다.

#### 더 뉴요커
조지 W. S. 트로우와 그의 우정을 통해 작가 경력을 시작하면서, 조지 W. S. 트로우는 『더 뉴요커』의 "더 타운 오브 더 타운" 칼럼에 많은 글을 기고했다. 킨케이드는 더 뉴요커 편집자 윌리엄 숀과 알게 되었고, 숀은 그녀의 글에 감명을 받았다. 그는 1976년에 그녀를 전속 작가로 고용했고, 결국 9년 동안 '타운 토크'의 주요 칼럼니스트로 일하게 했다. 숀의 지도는 킨케이드를 작가로서 인정하게 했고, 그녀의 목소리를 발전시키는 데 결정적인 역할을 했다. 총 20년 동안 그녀는 『더 뉴요커』의 전속 작가였다. 그녀는 1996년 당시 편집자 티나 브라운이 배우 로잰 바를 원조 페미니스트 목소리로서 한 호의 객원 편집자로 선정하자 『더 뉴요커』를 사임했다. 브라운 체제에서 발행 부수는 증가했지만, 킨케이드는 브라운이 잡지를 문학적이지 않고 유명인 중심적으로 만드는 방향에 대해 비판적이었다.
킨케이드는 『더 뉴요커』의 작가로 일할 때 종종, 특히 여성들에게, 어떻게 그 자리를 얻을 수 있었는지 질문을 받았다고 회상한다. 킨케이드는 이러한 질문들이 자신이 "아무것도 아닌 곳에서 온" 젊은 흑인 여성이었기 때문에 던져졌다고 생각했다. "나는 아무런 자격증도 없고 돈도 없다. 말 그대로 가난한 곳에서 왔다. 나는 하인이었고, 대학을 중퇴했다. 그런데 다음 순간 『더 뉴요커』에 글을 쓰고 있고, 이런 삶을 살고 있으니 사람들에게는 짜증나는 일일 것이다."
『토크 스토리』는 나중에 2001년에 "1974년부터 1983년 사이에 킨케이드가 『더 뉴요커』의 '타운 토크' 칼럼에 썼던 77개의 짧은 작품"의 모음집으로 출판되었다.

### 인정
2021년 12월, 킨케이드는 잡지의 연례 평생 공로상인 2022년 파리 리뷰 하데다 상 수상자로 발표되었다.

## 작품 활동
그녀의 소설들은 느슨하게 자전적이지만, 킨케이드는 자전적 요소를 너무 문자적으로 해석하는 것에 대해 경고했다: "내가 말하는 모든 것은 사실이고, 내가 말하는 모든 것은 사실이 아니다. 법정에서는 그 어떤 것도 증거로 인정될 수 없을 것이다. 좋은 증거가 되지 않을 것이다." 그녀의 작품은 종종 "줄거리 전개보다 인상과 감정을 우선시하며" 강한 모성적 인물과 식민주의 및 신식민주의적 영향 모두와의 갈등을 특징으로 한다. 그녀의 비소설 책 『작은 장소』의 발췌문은 스테파니 블랙의 2001년 다큐멘터리 『삶과 빚』의 내러티브의 일부로 사용되었다.
아프리카계 미국인 문학 평론가, 학자, 작가, 그리고 공공 지식인인 헨리 루이스 게이츠 주니어에 따르면 킨케이드의 공헌 중 하나는 다음과 같다:
그녀는 흑인 세계나 여성적 감수성의 존재를 주장할 필요를 느끼지 않는다. 그녀는 둘 다 가정한다. 나는 그녀가 명확한 출발점을 만들고 있으며, 점점 더 많은 흑인 미국 작가들이 그녀처럼 자신들의 세계를 가정할 것이라고 생각한다. 그리하여 우리가 인종차별이라는 큰 주제를 넘어 흑인들이 어떻게 사랑하고 울고 살고 죽는가라는 더 깊은 주제에 도달할 수 있게 될 것이다. 결국 그것이 예술의 전부이다.

### 주제
킨케이드의 글은 식민주의와 식민 유산, 탈식민주의와 신식민주의, 젠더와 성, 재명명, 모녀 관계, 영국과 미국 제국주의, 식민 교육, 글쓰기, 인종 차별, 계급, 권력, 죽음, 청소년기 등의 주제를 탐구한다. 그녀의 가장 최근 소설인 『지금 그리고 그때를 보라』에서 킨케이드는 시간이라는 주제를 처음으로 탐구한다.

### 어조와 문체
킨케이드의 문체는 비평가와 학자들 사이에서 이견을 낳았는데, 해럴드 블룸은 "자메이카 킨케이드에 대한 출판된 비평의 대부분은 그녀의 정치적, 사회적 관심사를 강조했으며, 그녀의 문학적 특성에는 다소 소홀했다"고 설명한다. 『강바닥에서』와 『어머니의 자서전』과 같은 작품들이 앤티가 문화 관습을 사용하기 때문에 일부 비평가들은 이러한 작품들이 마술적 사실주의를 사용한다고 말한다. 그러나 작가는 "[자신의 작품이] '마술'이고 '현실'이지만 반드시 '마술적 사실주의' 작품은 아니라고 주장한다." 다른 비평가들은 그녀의 문체가 "현대적"이라고 주장하는데, 이는 그녀의 소설 대부분이 "문화적으로 특정하고 실험적"이기 때문이다. 또한 등장인물에 대한 날카로운 관찰, 간결함, 재치, 그리고 서정적 특성으로 칭찬받았다. 그녀의 단편 소설 "소녀"는 본질적으로 소녀가 어떻게 살고 행동해야 하는지에 대한 지침 목록이지만, 메시지는 문자 그대로의 제안 목록보다 훨씬 크다. 1992년 노벨상 수상자인 데릭 월컷은 킨케이드의 글에 대해 다음과 같이 말했다: "그녀가 문장을 쓸 때, 심리적으로 그 문장의 온도는 그 자체의 모순을 향해 나아간다. 마치 문장이 스스로를 발견하고, 자신이 어떻게 느끼는지 발견하는 것과 같다. 그리고 그것은 놀라운데, 왜냐하면 좋은 서술형 문장을 쓰는 것은 한 가지 일이고, 서술자의 온도, 서술자의 감정을 포착하는 것은 또 다른 일이기 때문이다. 그리고 그것은 보편적이며, 어떤 식으로든 지역적이지 않다." 수전 손택 또한 킨케이드의 글이 "감정적 진실성", 애절함, 복잡성으로 칭찬했다. 그녀의 글은 "두려움이 없고" "그녀의 힘과 독창성은 혀를 제어하기를 거부하는 데 있다"고 묘사되었다. 조반나 코비는 그녀의 독특한 글쓰기를 다음과 같이 묘사한다: "킨케이드 이야기의 엄청난 힘은 모든 규범에 저항하는 능력에 있다. 그것들은 드럼과 재즈의 리듬에 맞춰 움직인다..." 그녀는 "이중 시선"으로 글을 쓴다고 묘사되는데, 이는 하나의 줄거리가 다른 줄거리를 반영하여 독자에게 해석의 가능성을 높이는 풍부한 상징성을 제공한다는 것을 의미한다.

### 영향
킨케이드의 글은 독자들이 그녀의 소설을 문자적으로 받아들이지 않도록 만류함에도 불구하고 그녀의 삶의 환경에 크게 영향을 받는다. 작가 마이클 알렌에 따르면, 그렇게 하는 것은 "소설가의 허구적인 인물을 창조하는 능력에 대한 무례함"이다. 킨케이드는 『더 뉴요커』에서 동료가 될 알렌 밑에서 오페어으로 일했고, 『루시』에서 아버지를 바탕으로 한 인물이 바로 알렌이다. 독자들에게 경고함에도 불구하고 킨케이드는 또한 다음과 같이 말했다: "내가 겪었던 경험에 대해 글을 쓰지 않겠다고는 결코 말하지 않을 것이다."

### 평가와 비판
킨케이드의 작품에 대한 평가는 엇갈렸다. 그녀의 글은 깊은 사회적, 심지어 정치적 논평을 강조하는데, 해럴드 블룸은 이것을 비평가들이 그녀의 작품의 "문학적 특성"에 덜 집중하는 이유 중 하나로 꼽는다. Salon.com에 글을 쓴 피터 커스는 킨케이드의 작품 『나의 형제』를 1997년 가장 과대평가된 책이라고 불렀다. 드와이트 가너는 뉴욕 타임스에 실린 그녀의 최신 소설 『지금 그리고 그때를 보라』(2013)에 대한 평에서 이 책을 "양극성"이고 "절반은 심령술, 절반은 매복"이며 "많은 작가들이 쓰고 나서 출판하지 않았을 법한, 덩어리진 엑소시즘과 같은 종류의 책이다. 이 책은 진행되면서 도덕적 무게를 얻지 못한다. 우리에게 거의 요구하지 않으며, 그 대가로도 거의 주지 않는다"고 평했다. 또 다른 뉴욕 타임스 평에서는 이 책을 "소화하기 쉬운 책이 아니다"라고 묘사하지만, 이어서 "킨케이드의 힘과 독창성은 그녀의 입담을 억제하지 않는 데 있으며, 자신마저 아끼지 않는 진실을 고집하는 데 있다"고 설명한다. 케이트 터틀은 『보스턴 글로브』 기사에서 이에 대해 다루며 다음과 같이 말했다: "킨케이드는 비평가들이 이 책의 복잡성을 지적하는 것이 옳다고 인정했다. '이 책은 어렵고, 나는 그렇게 의도했다'고 그녀는 말했다." 일부 비평가들은 혹독했는데, 『미스터 포터』(2002)에 대한 한 평론은 다음과 같다: "반복이 의미 있을 수 있다는 어떤 생각에 대한 혹독한 반박과 함께 결합되지 않았다면 그리 어렵지 않았을 것이다." 반면에 그녀의 글에 대한 많은 칭찬도 있었다. 예를 들어: "킨케이드의 탁월한 정밀한 문체는 소설의 많은 함정을 피하는 방법의 전형이다."
2022년 2월, 킨케이드는 하버드 대학의 성적 및 직업적 행동 정책을 위반한 것으로 밝혀진 존 코마로프 교수를 옹호하는 하버드 크림슨에 서한을 보낸 38명의 하버드 교수진 중 한 명이었다. 학생들이 코마로프의 행동과 대학의 미흡한 대응에 대한 상세한 주장이 담긴 소송을 제기한 후, 킨케이드는 서명을 철회하고 싶다고 말한 여러 서명자 중 한 명이었다.

## 저서

### 소설
- 애니 존 (1985)
- 루시 (1990)
- 나의 어머니의 자서전 (1996)
- 미스터 포터 (2002)
- 지금 그리고 그때를 보라 (2013)[a]

### 단편 소설
모음집
- 강바닥에서 (1983)

이야기
| 제목   | 연도 | 첫 출판                | 재인쇄/모음집 | 비고 |
| ------ | ---- | ---------------------- | ------------- | ---- |
| 오반도 | 1989 | 컨정션스 14: 75–83     |               |      |
| 결승선 | 1990 | 뉴욕 타임스 북 리뷰 18 |               |      |

- "드레스의 전기" (1992), 그랜드 스트리트 11: 92–100[c]
- "롤랑의 노래" (1993), 더 뉴요커 69: 94–98
- "수에라" (1994), 더 뉴요커, 70: 82–92

### 비소설
- "앤티가 횡단: 카리브해의 깊고 푸른 항해" (1978), 롤링 스톤: 48–50.
- "원거리의 인물들" (1983)
- 작은 장소 (1988)
- "영국을 처음으로 보았을 때" (1991), 트랜지션 매거진 51: 32–40
- "케냐에서" (1991), 뉴욕 타임스: A15, A19, 엘렌 팔과 공동
- "악의 꽃: 정원에서" (1992), 더 뉴요커 68: 154–159
- "얼음 위의 불" (1993), 더 뉴요커 69: 64–67
- "그냥 읽기: 정원에서" (1993), 더 뉴요커 69: 51–55
- "이국적인 토양: 정원에서" (1993), 더 뉴요커 69: 47–52
- "이 또 다른 에덴" (1993), 더 뉴요커 69: 69–73
- "지난 계절: 정원에서" (1994), 더 뉴요커 70: 57–61
- "로조에서" (1995), 더 뉴요커 71: 92–99.
- "역사 속에서" (1997), 자연의 색깔
- 나의 형제 (1997)
- 나의 사랑하는 식물: 작가와 정원사가 사랑하는 식물에 대해 (1998), 편집자
- 대화 이야기 (2001)
- 나의 정원 (책) (2001)
- 꽃 사이: 히말라야 산책 (2005)
- “혼란의 무더기”. 정원에서. 《더 뉴요커》 96 (26): 24–26. 2020년 9월 7일.[d]
- “프라이어와 함께하는 시간”. 타운 토크. 1976년 1월 12일. 《더 뉴요커》 98 (26): 16–17. 2022년 8월 29일.[e][f]

### 아동 도서
- 애니, 그웬, 릴리, 팸, 튤립 (1986)
- 유색인종 아동을 위한 정원 가꾸기 백과사전, (2024)[36]

———————
참고
1. ↑  리, 펠리시아 R. (2013년 2월 4일). “자메이카 킨케이드는 자신의 삶에 대해 쓰지 않는다고 말한다”. 《뉴욕 타임스》. 2018년 8월 7일에 확인함.
2. ↑  달리 명시되지 않는 한 단편 소설.
3. ↑  킨케이드, 자메이카. “드레스의 전기”. 《단편 소설 프로젝트》. 2018년 3월 15일에 확인함.
4. ↑  온라인 버전 제목: "정원의 혼란".
5. ↑  원래 1976년 1월 12일 호에 실렸다.
6. ↑  온라인 버전 제목: "리처드 프라이어: '나는 재미의 별자리 아래에서 태어났다'".

## 같이 보기
- 카리브해 문학

## 인터뷰
- 셀윈 커드조, "자메이카 킨케이드와 모더니스트 프로젝트: 인터뷰", 칼라루, 12 (1989년 봄): 396–411; 『카리브해 여성 작가: 제1회 국제 회의 에세이』, 커드조 편집 (웰즐리, 매스.: 칼라룩스, 1990): 215–231에 재수록.
- 레슬리 가리스, "서인도인의 시선으로", 뉴욕 타임스 매거진 (1990년 10월 7일): 42.
- 도나 페리, "자메이카 킨케이드와의 인터뷰", 『흑인 읽기, 페미니스트 읽기: 비평 선집』, 헨리 루이스 게이츠 주니어 편집 (뉴욕: 메리디안, 1990): 492–510.
- 케이 보네티, "자메이카 킨케이드와의 인터뷰", 미주리 리뷰, 15, No. 2 (1992): 124–142.
- 앨런 보르다, "나는 매우 비현실적인 곳에서 왔다: 자메이카 킨케이드와의 인터뷰", 『얼굴을 맞대고: 현대 소설가들과의 인터뷰』, 보르다 편집 (휴스턴: 라이스 대학교 출판부, 1993): 77–105.
- 모이라 퍼거슨, "많은 기억: 자메이카 킨케이드와의 인터뷰", 케니언 리뷰, 16 (1994년 겨울): 163–188.

## 수상 및 영예
- 1984년: 『강바닥에서』로 미국 예술 문학 아카데미 모턴 다우웬 자벨 상[13]
- 1984년: 『강바닥에서』로 펜/포크너 소설상 후보에 올랐다.[37]
- 1985년: 구겐하임 소설상[38]
- 1985년: 『애니 존』으로 국제 리츠 파리 헤밍웨이 상 최종 후보에 올랐다.
- 1992년: 콜게이트 대학교 명예 인문학 박사
- 1997년: 『어머니의 자서전』으로 펜/포크너 소설상 후보에 올랐다.[37]
- 1997년: 『어머니의 자서전』으로 애니스필드-울프 북 어워드 수상[39]
- 1999년: 래넌 문학 소설상
- 2000년: 『나의 형제』로 프리 페미나 에트랑제 수상[40]
- 2004년: 미국 예술 문학 아카데미[41]
- 2009년: 미국 예술 과학 아카데미[41]
- 2010년: 『애니 존』으로 픽션 센터의 클리프턴 파디만 메달 수상[42]
- 2011년: 터프츠 대학교 명예 인문학 박사[41]
- 2014년: 『지금 그리고 그때를 보라』로 비포 콜럼버스 재단 미국 도서상 수상[43]
- 2015년: 브랜다이스 대학교 명예 인문학 박사
- 라일라 월리스-리더스 다이제스트 상[44]
- 2017년: 댄 데이비드 상 문학 부문 수상[45]
- 2021년: 왕립 문학회 국제 작가[46]
- 2021년: 랭스턴 휴즈 메달
- 2022년: 파리 리뷰 하데다 평생 공로상[22]

## 더 읽어보기
- 자메이카 킨케이드와 B. 버크너, "특이한 짐승: 자메이카 킨케이드와의 대화", 칼라루, 31권, 2호, 2008.
- A. 보르다와 자메이카 킨케이드, "자메이카 킨케이드와의 인터뷰", 미시시피 리뷰, 24권, 3호, 1996.
- F. 스미스. "벨린다 에드먼슨의 '남성 만들기: 젠더, 문학적 권위, 카리브해 서사에서 여성의 글쓰기'에 대한 리뷰", 아프리카 문학 연구, 32권, 4호, 2001.